# Sergey Afanasyev
Sergey Andreyevich Afanasiev (russo: Сергей Андреевич Афанасьев - Moscou, 25 de março de 1988) é um automobilista russo que disputou o Campeonato de Fórmula Dois da FIA pela equipe Lukoil.